# Malaxis domingensis
Malaxis domingensis är en orkidéart som beskrevs av Oakes Ames. Malaxis domingensis ingår i släktet knottblomstersläktet, och familjen orkidéer.

## Underarter
Arten delas in i följande underarter:
- M. d. domingensis
- M. d. insularis